# Fürstlich Waldecksche Hofbibliothek
Die Fürstlich Waldecksche Hofbibliothek (FWHB) in Bad Arolsen (Waldeck) ist eine Privatbibliothek vom Typ der historischen Adelsbibliothek im Schloss Arolsen. Trägerin und Eigentümerin der Hofbibliothek ist die „Stiftung des Fürstlichen Hauses Waldeck und Pyrmont“. 

## Bestand

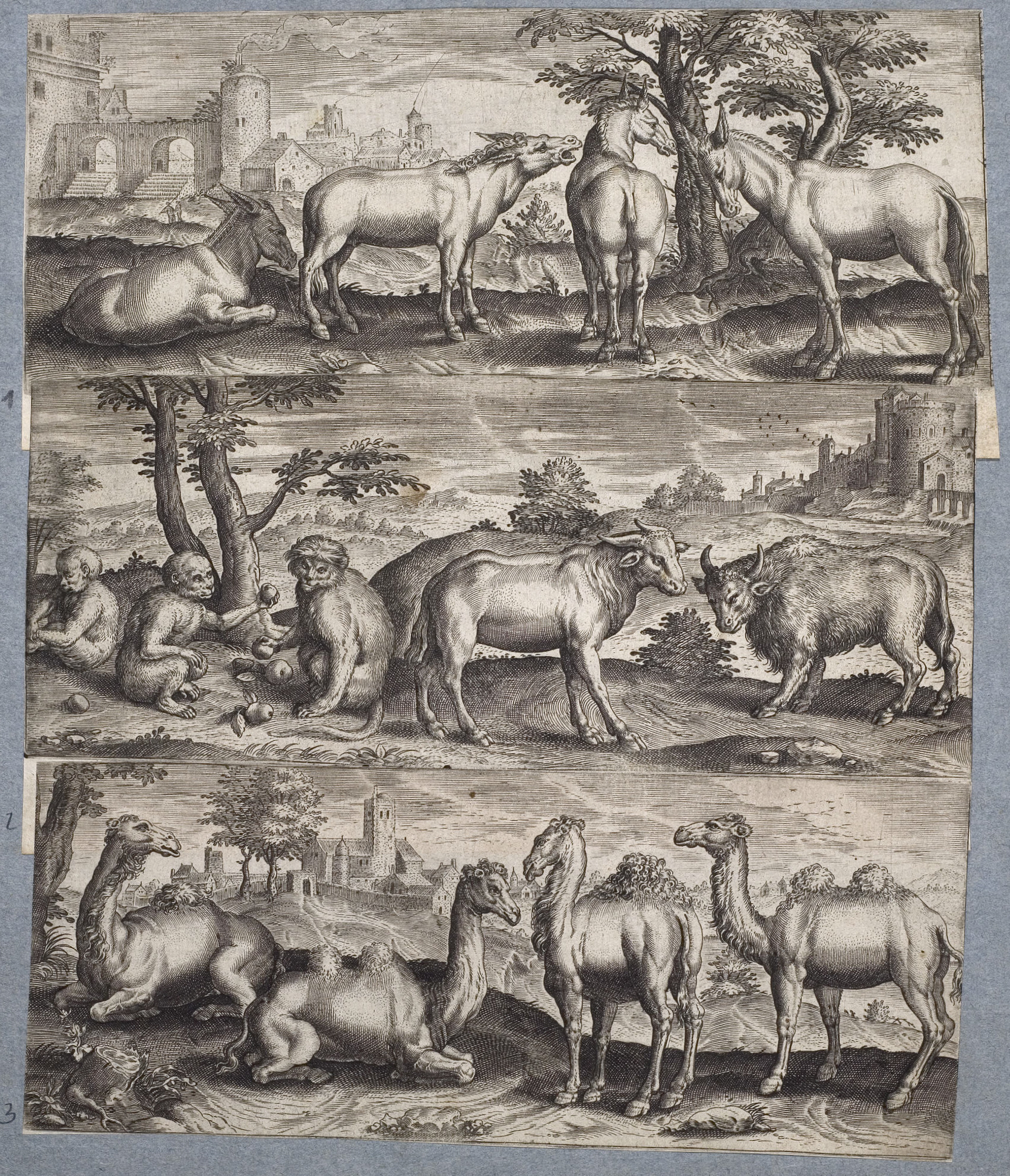
Klebeband 13, Seite 197 – Tierdarstellungen von 1583 durch den niederländischen Kupferstecher Eduard van Hoeswinckel nach Gemälden von Marcus Gerards dem Älteren

Die Fürstlich Waldecksche Hofbibliothek in Bad Arolsen besitzt ca. 35.000 Bände vom 15. Jahrhundert bis zum Anfang des 19. Jahrhunderts, wobei der eindeutige Schwerpunkt auf Werken des 18. Jahrhunderts liegt. Die Bände sind auf fünf Räume verteil. Ferner befinden sich über 1000 Karten/Landkarten, zahlreiche Pläne, 500 Kupferstichwerke und mehrere tausend Einzelstiche im Besitz der Hofbibliothek. Die seit 1840 nur noch sporadisch erweiterte Bibliothek enthält Literatur zu nahezu allen im 17./18. Jahrhundert relevanten Wissensgebieten. Ihre Schwerpunkte liegen jedoch eindeutig auf den Fächern Allgemeines, Geographie, Geschichte, Literatur und Militaria.

## Klebebände
Im Bestand der Fürstlich Waldeckschen Hofbibliothek Arolsen befinden sich auch 21 vorwiegend in Leder gebundene Klebebände. Die über 7000 eingeklebten Druckgrafiken, die aus der Zeit vor 1800 stammen, weisen eine große thematische Vielfalt auf. Enthalten sind Portraits, Bühnenbilder, Karikaturen, Jagdmotive, Ansichten aus Schweden, architektonische Abbildungen, Grafiken zur Naturwissenschaft und zu gesellschaftlichen und politischen Ereignissen, Wendebilder sowie Grafiken zu zahlreichen anderen Themen. Bei jedem Klebeband handelt es sich um ein Unikat; die Zusammenstellungen der eingeklebten Abbildungen auf jeder Seite sind auch heute noch in ihrer ursprünglichen Anordnung aus dem 16. bis 18. Jahrhundert erhalten.

## Geschichte
Gewissermaßen die Keimzelle der Bibliothek waren die 400 Werke, Handschriften und Drucke, die 1576 bei der Aufhebung des nahe bei Arolsen gelegenen Augustiner-Chorherrenstifts Volkhardinghausen an den Waldeckschen Hof kamen. 
Die Hofbibliothek besitzt einen Leseraum und ist zu den Öffnungszeiten für Besucher zugänglich, eine Nutzung kann auch in der Universitätsbibliothek Kassel erfolgen.
Seit 1988 besteht eine Gesellschaft der Freunde der Hofbibliothek Arolsen e.V. mit dem Ziel, die Hofbibliothek als Waldeckische Stätte der Begegnung im Bereich der Kultur- und Geistesgeschichte, vorwiegend des 18. Jahrhunderts zu fördern.
2012 wurde in der Bibliothek das Fehlen von Büchern bemerkt. In der Folge wurde 
Torsten Rossman ertappt.
Seit 2022 gibt es ein Stipendium zur Erforschung der Hofbibliothek und Waldecker Geschichte.
Im Rahmen eines DFG-Projekts der Universität Kassel wurde der Bestand der Bibliothek unter Leitung von Claudia Brinker-von der Heyde erschlossen, teilweise digitalisiert und frei zugänglich gemacht.

## Grafiken

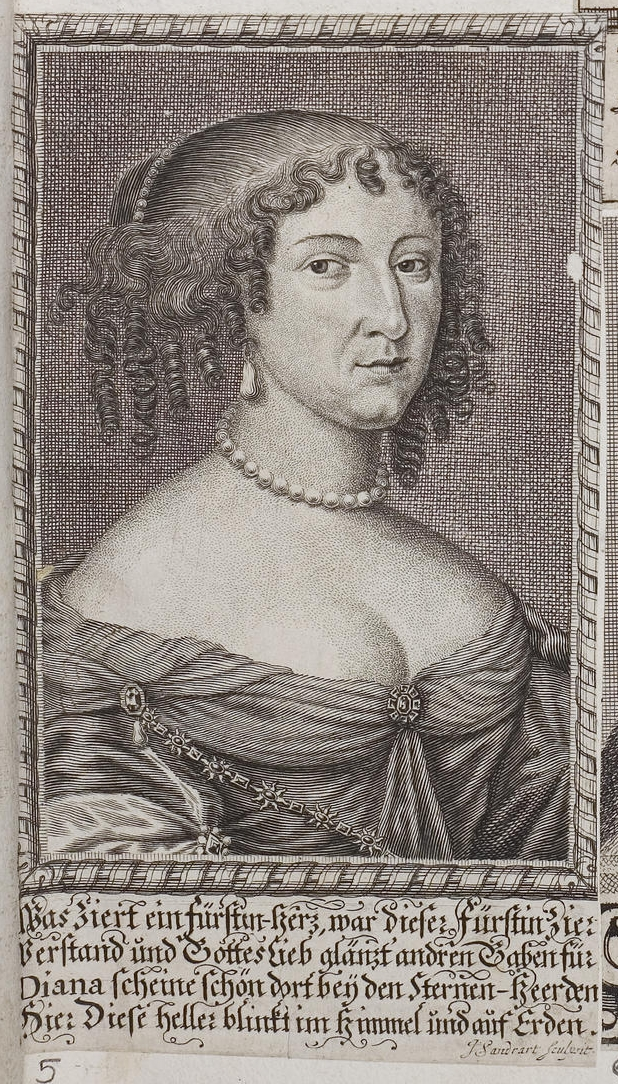
Klebeband 2 / Seite 3, Bild 5: Erdmuthe Sophie von Brandenburg-Bayreuth (1644 – 1670)
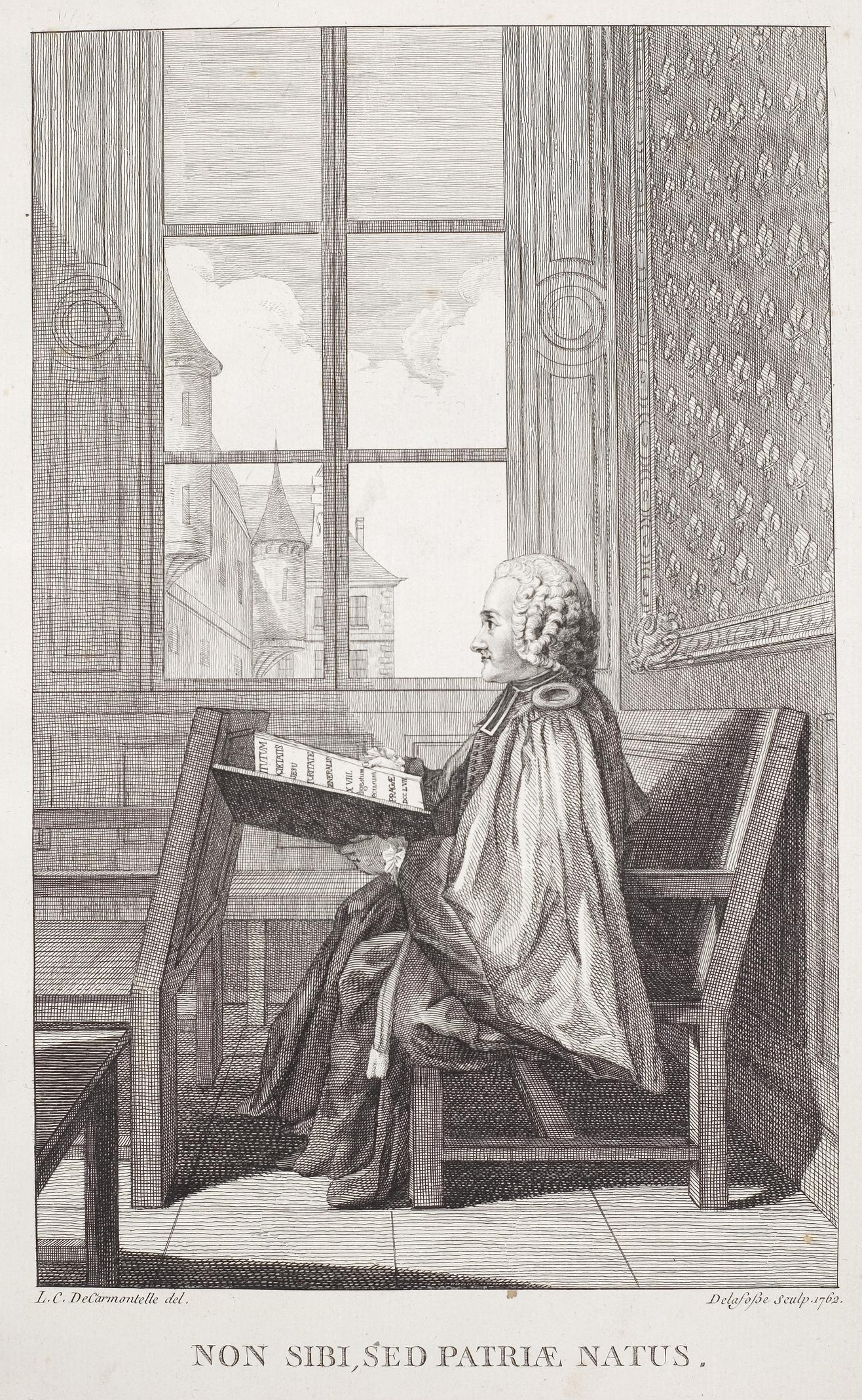
Grafik von 1762 aus Klebeband 14, Seite 11: Henri Philippe de Chauvelin (1714 – 1770)
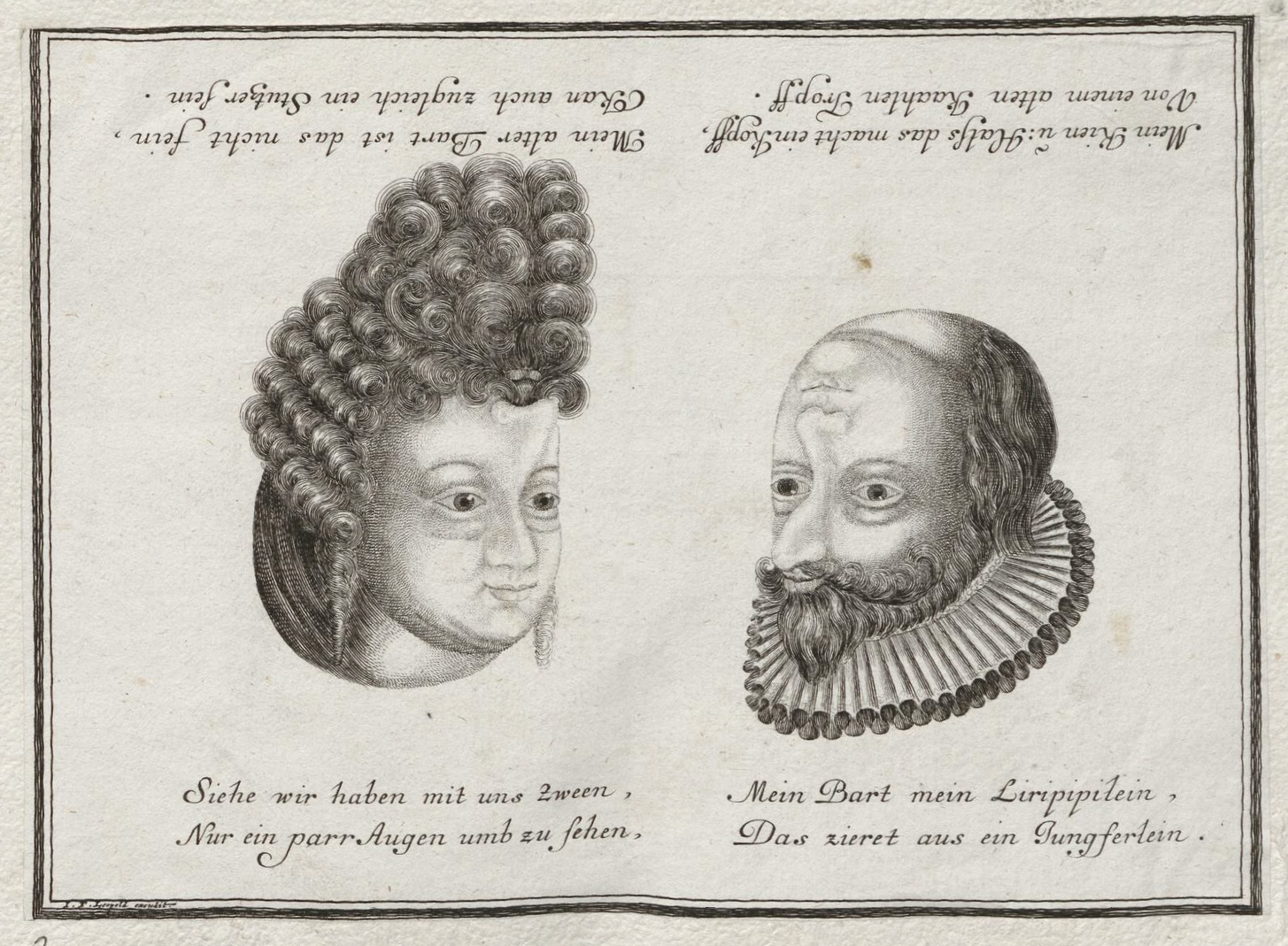
Wendebilder aus Klebeband 18 / Seite 3, Bild 2. Bei Drehung um 180 Grad ergeben sich andere Bilder.
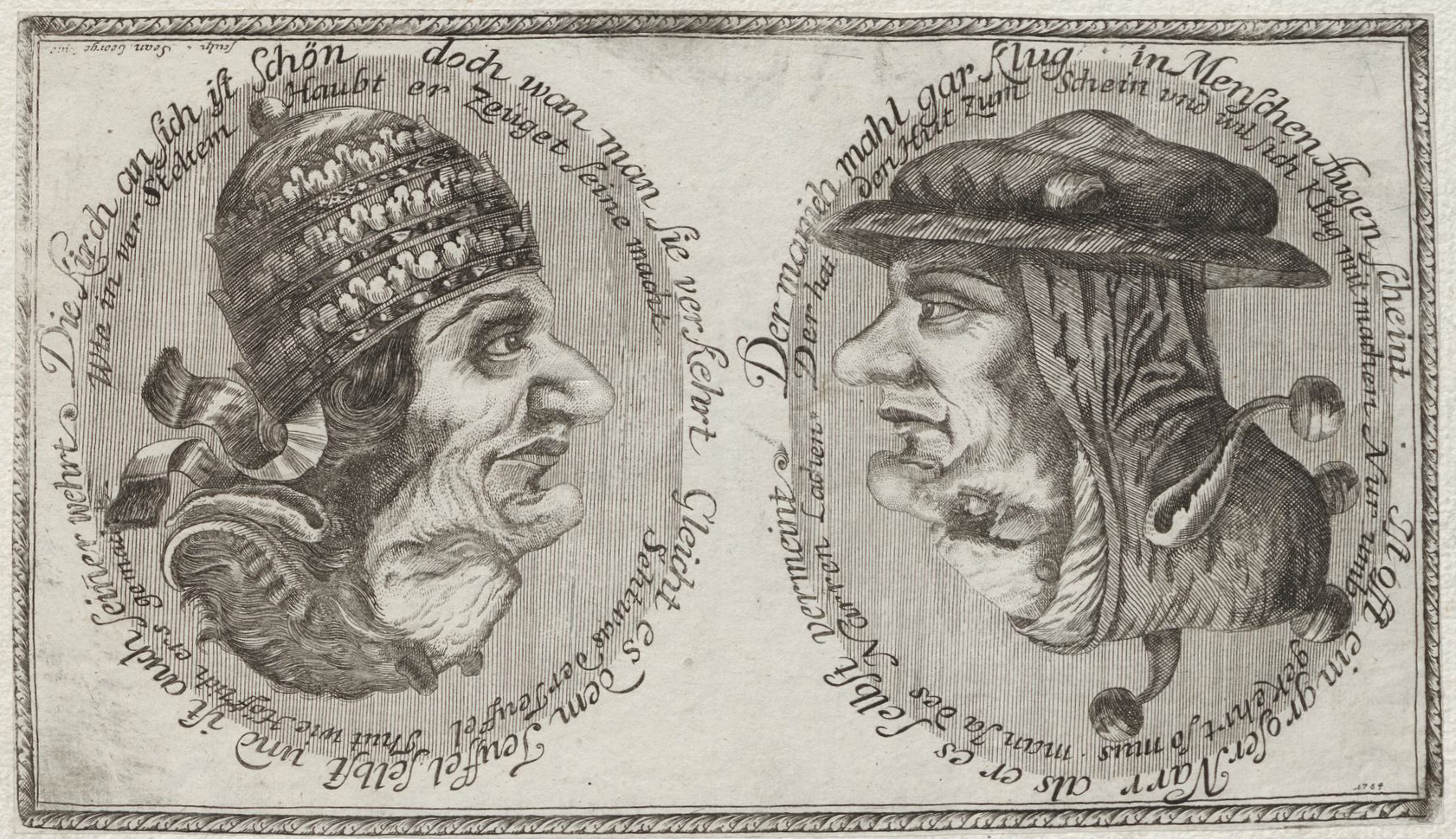
Wendebilder aus Klebeband 18 / Seite 1, Bild 4: Papst/Teufel und Gelehrter/Narr